# Iwan de Marchant et d'Ansembourg
Jean Baptiste Constantin Edgard Marie (Iwan) graaf de Marchant et d'Ansembourg, heer van Neubourg, Hardenberg en Horst (Gulpen, 27 januari 1850 - Gulpen, 7 augustus 1915) was een Nederlands politicus.
Iwan de Marchant et d'Ansembourg was een zoon van Laurent Michiel François Guillaume Marie Oscar graaf de Marchant et d'Ansembourg en Leonie Adelaïde Victorine freiin von Wendt-Holtfeld. Hij behoorde tot een Nederlands adellijk geslacht waarvan meerdere leden politieke functies hebben bekleed.
Na een loopbaan als officier in Pruisische dienst ging hij wonen op kasteel Amstenrade, het familielandgoed. Hij werd gemeenteraadslid van Gulpen en vertegenwoordigde deze plaats ook in de Provinciale Staten van Limburg (1877-1915) en in de Tweede Kamer (1891-1897). Hij heeft in de Tweede Kamer nooit het woord gevoerd, maar behoorde tot de stroming der Bahlmannianen en deed zich als uiterst behoudend kennen. In 1894 sprak hij zich uit voor handhaving van het censuskiesrecht. Vanaf september 1898 was hij tien maanden burgemeester van Gulpen, in navolging van zijn vader.
Marchant et d'Ansembourg trouwde op 28 september 1881 met de Oostenrijkse Ludmilla gravin de la Fontaine und d'Harnoncourt-Unverzagt. Het echtpaar had zes zoons en vijf dochters, onder wie Max de Marchant et d'Ansembourg (1894-1975).
Vier dagen na zijn dood werd Marchant et d'Ansembourg op 11 augustus 1915 bijgezet in het familiegraf in de parochiekerk van Amstenrade. Zijn vrouw heeft hem meer dan 35 jaar overleefd, zij overleed op 12 mei 1951.
- Biografisch Portaal: 90403351
- Parlement.com: vg09ll35q2y7